# Diogenella seticauda
Diogenella seticauda is een eenoogkreeftjessoort uit de familie van de Lichomolgidae. De wetenschappelijke naam van de soort is voor het eerst geldig gepubliceerd in 1968 door Stock.